# Christoph Martin Wieland
Pour les articles homonymes, voir Wieland.
 (novembre 2024).
Si vous disposez d'ouvrages ou d'articles de référence ou si vous connaissez des sites web de qualité traitant du thème abordé ici, merci de compléter l'article en donnant les références utiles à sa vérifiabilité et en les liant à la section « Notes et références ».
Christoph Martin Wieland (né le 5 septembre 1733 à Oberholzheim (Souabe) et mort le 20 janvier 1813, à Weimar) est un poète, traducteur et éditeur allemand.
Wieland est, avec Lessing et Lichtenberg, l’auteur le plus important de l’Aufklärung en Saint-Empire et le plus âgé des auteurs du classicisme de Weimar (voir aussi Johann Gottfried Herder, Johann Wolfgang von Goethe, Friedrich von Schiller).

## Biographie
Fils d’un pasteur protestant, Wieland montre dans ses études une précocité extrême et veut entreprendre, à douze ans, un grand poème sur la destruction de Jérusalem. D’une nature extraordinairement mobile, il subit l’influence du milieu et de l’entourage, et il prélude à l’esprit de raillerie et de satire par le mysticisme le plus exalté. Au collège de Kloster Berge près de Magdebourg, où il entre à l’âge de quatorze ans, il se laisse dominer par le piétisme et la théosophie. Bientôt il se jette avec passion dans l’étude de la Grèce antique et de la littérature anglaise contemporaine. Les auteurs français, Bayle, Voltaire, et les libres penseurs français du XVIIIe siècle viennent ajouter de nouveaux éléments à la fermentation de ses idées.
À peine âgé de dix-sept ans, il conçoit une passion romanesque, dont sa vie entière se ressent, pour une jeune fille de Biberach, Marie Sophie Gutermann von Gutershofen, qui devient, sous le nom de Sophie von La Roche, une femme de lettres distinguée et forme autour d’elle un cercle de beaux esprits. Wieland va passer plusieurs années à Tübingen pour y étudier le droit, mais il donne tout son temps à la littérature et à la poésie, sous l’inspiration de son premier amour. C’est à cette époque qu’il écrit des Hymnes (1751) à la manière de Klopstock, un poème didactique : Die Natur der Dinge. Ein Lehrgedicht in 6 Büchern (La Nature des choses ou le Meilleur des mondes. Poème didactique en 6 livres, 1757), exposition obscure et enthousiaste de la métaphysique optimiste ; des Zwölf moralische Briefe in Versen (Lettres morales, Heilbronn, 1752), en vers alexandrins ; des Briefe von Verstorbenen an hinterlassene Freunde  (Lettres des morts à leurs amis survivants, Zurich, 1753), toutes pénétrées des souvenirs de la philosophie platonicienne.
Le penchant de Wieland pour les idées chrétiennes et les traditions littéraires purement germaniques est fortifié par ses relations avec Klopstock et avec le vieux Bodmer qui l’appelle auprès de lui comme secrétaire, et dont il défent chaudement les principes religieux et littéraires. Wieland s’exerce alors, suivant le programme de l’école suisse, à l’épopée. Son premier poème, der Geprüfte Abraham (l’Épreuve d’Abraham, 1753), ses Moralische Erzählungen (Récits moraux, 1753), imitation sentimentale des ouvrages anglais d’Elizabeth Rowe ; son Cyrus enfin (1759), dont le véritable héros est, sous les traits de celui de Xénophon, Frédéric le Grand, appartiennent à la manière de Klopstock et de Bodmer.
Une révolution complète s’accomplit cependant chez Wieland lorsque, après avoir été plusieurs années précepteur à Zurich et à Berne, il rentre en 1760 à Biberach, où il remplit les fonctions de directeur de la chancellerie. La vue des hommes et de la réalité de la vie sous leur vrai jour rabat beaucoup de ses rêveries sentimentales. Le mariage de sa chère Sophie avec Georg Michael Franck von La Roche, secrétaire du comte Stadion, porte le dernier coup à ses illusions. Il vit dans la société de cette femme et du comte Stadion et se familiarise avec les écrits de Young, de Shaftesbury, de Montesquieu, de Voltaire, de Rousseau, de Marie-Catherine d'Aulnoy etc.
Dès lors, l’esprit de liberté acerbe et léger propre au XVIIIe siècle influence définitivement son imagination ardente, son enthousiasme allemand et chrétien, ses prédilections savantes pour la philosophie et les lettres grecques. Nous retrouverons les effets de cette fusion dans ses meilleurs ouvrages. En 1765, Wieland épouse une femme simple et aimable qui, du propre aveu de celui-ci, ne lut jamais une seule page de son mari, mais qui le rend heureux par sa bonté et lui donna quatorze enfants en vingt ans. Peu après il est nommé professeur de philosophie au collège d’Erfurt où il passe trois années, signalées par de nombreuses publications philosophiques et politiques.

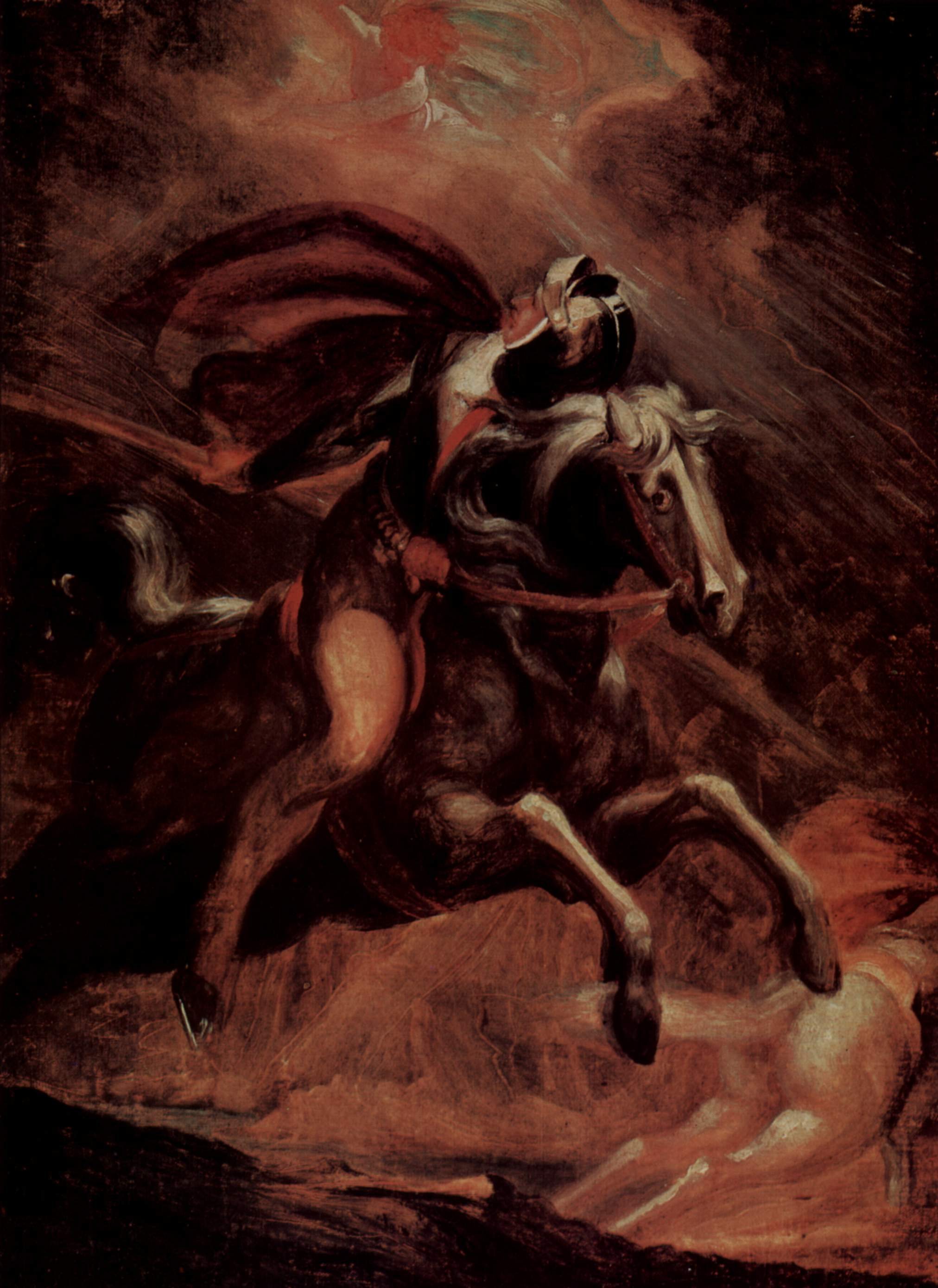
Illustration d’Oberon par Johann Heinrich Füssli

En 1772, la duchesse de Saxe-Weimar-Eisenach, Anne-Amélie, l’appelle auprès d’elle, pour lui confier l’éducation de ses deux enfants, Charles-Auguste et Constantin. À Weimar, une cour littéraire très brillante se forme peu à peu autour de Wieland, réunissant notamment Gœthe, Friedrich Justin Bertuch, Karl Ludwig von Knebel, Schiller, Herder, Musäus, Voigt, Einsiedel, et une foule d’hommes distingués. C’est pour lui l’époque la plus heureuse de sa vie et de son activité littéraire. Il y passe trente-cinq années, interrompues seulement par un voyage en Suisse, où il reçoit l’accueil le plus gracieux et le plus enthousiaste, malgré son éclatante renonciation aux traditions de l’école helvétique.
De 1798 à 1803, Wieland vit, entouré de sa nombreuse famille, dans le petit domaine d’Oßmannstedt qu’il a acheté près de Weimar, où il reçoit les visites et les hommages des personnes les plus importantes de l’époque, et, suivant Madame de Staël, sa conversation est encore plus brillante que ses écrits. Les revers l’atteignent dans cette retraite et l’en chassent. Il rentre à Weimar, presque sans fortune, ayant perdu sa femme et une fille de Sophie von La Roche qu’il a adoptée. Sa popularité souffrit des révolutions politiques ; il a applaudi aux débuts de la Révolution française, puis désavoué ses excès sanglants. Des pamphlets violents sont publiés contre lui. La bataille d'Iéna lui apporte, avec de stériles hommages, de nouvelles épreuves : Napoléon fait placer une garde devant la maison du poète pour la protéger, mais l’ordre a été donné trop tard, et la maison est pillée de fond en comble. L’Empereur veut voir lui-même Wieland et s’efforce de se montrer aimable envers le poète, qui ne voit en lui qu’un « homme de bronze ». Il le décore de la Légion d'honneur et le tsar Alexandre de l’ordre de Sainte-Anne.
Ni ces témoignages ni l’amitié constante du duc de Weimar, son élève, ne peuvent arracher Wieland à la sombre mélancolie que lui inspire, au milieu de l’assujettissement de l’Allemagne, la perte successive de ses plus illustres amis. Il succombe aux infirmités de la vieillesse et est enterré, selon son désir, à Osmannstaedt à côté de sa femme. Il a été élu associé étranger de l’Académie des inscriptions et belles-lettres en 1803.
Il est initié en Maçonnerie le 4 avril 1809, à l'âge de 76 ans, dans la loge de Weimar Amalia zu den drei Rosen (Amalia aux trois Roses) par l'ami franc-maçon Johann Wolfgang von Goethe, qui compose et lit son éloge funèbre dans le Temple maçonnique lors de sa mort.

### Sa place dans la littérature
Wieland est un des trois ou quatre plus grands noms littéraires de l’Allemagne du XVIIIe siècle. Sans être un des premiers par la puissance de l’invention, il est un des plus originaux par la variété et la souplesse de ses facultés. Peu d’écrivains allemands ont autant produit, et sur des sujets aussi divers ; on l’a surnommé « le Voltaire de l’Allemagne », titre qu’il a mérité moins par le nombre de ses écrits que par la vivacité de l’esprit, la grâce, la légèreté, unies au bon sens et à un immense savoir. Il possédait la curiosité insatiable du philosophe, l’érudition de première main d’un savant de profession, la riante imagination du poète, tout le charme de style du conteur. Il s’était familiarisé avec les meilleurs écrivains de l’antiquité et façonné à leur manière d’écrire en traduisant leurs ouvrages. Les langues modernes ne lui étaient pas moins connues, et il possédait à fond les deux littératures de la France et de l’Angleterre qui se disputaient alors la domination intellectuelle de son pays. Wieland a assoupli la langue allemande, lui a donné de la vivacité et de l’élégance ; il a substitué, dans la versification, la facilité, la grâce et l’harmonie à une solennité pesante. Il y a ramené l’élément musical de la rime, que Klopstock avait bannie de ses vers, pour mieux revenir au mètre grec.
Le plus grand mérite de Wieland est d’avoir tiré la littérature allemande de l’excentricité emphatique et pédante où l’entraînait la recherche de l’originalité nationale. Il a fait tomber devant lui les barrières du monde idéal, chrétien et métaphysique et laissé la réalité reprendre ses droits. Ennemi de l’austérité ascétique, il a fait à l’épicurisme sa place dans l’art ; il a voulu la muse plus vivante, au risque d’être moins chaste. Il a tempéré l’influence chrétienne par l’influence païenne, associé les sens à la raison, et l’esprit au sentiment. Disciple de Lucien, d’Horace, de l’Arioste, il n’a pas dédaigné les légendes du Moyen Âge si chères à l’imagination germanique, mais il a voulu les traiter en ressortissant du XVIIIe siècle.

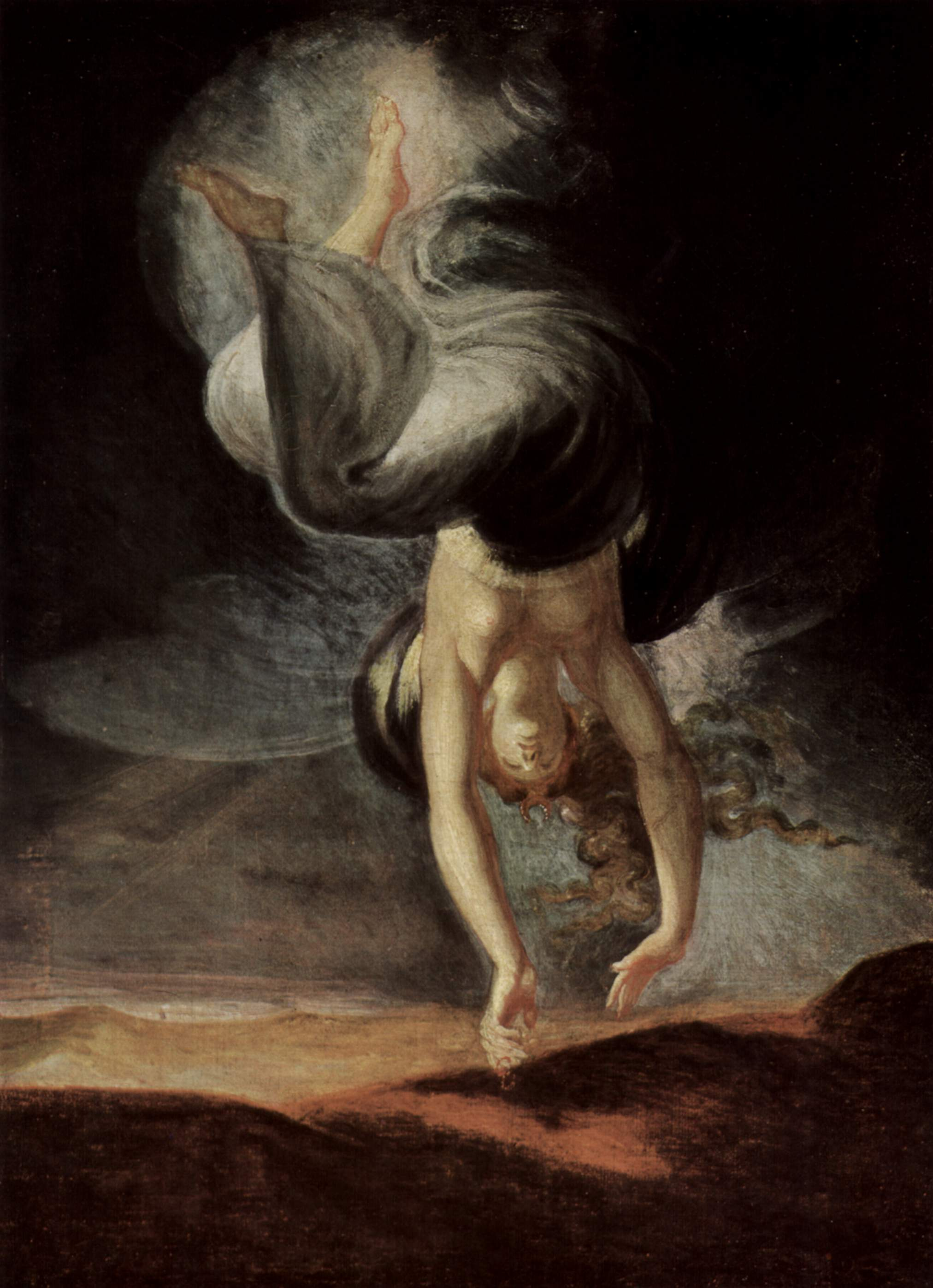
Illustration d’Oberon par Johann Heinrich Füssli

Madame de Staël a parfaitement marqué, dans De l’Allemagne, les caractères qui rapprochent ou séparent Wieland de ses contemporains français. Des nombreux écrits de Wieland, les plus remarquables sont ses poèmes du genre héroïque et héroï-comique, que les Allemands appellent volontiers des épopées. Son chef-d’œuvre, dans ce genre, est l’Oberon en quatre chants (1780). Les autres poèmes narratifs de Wieland sont nombreux. On cite une série de Komische Erzählungen (Récits comiques, 1762) où l’esprit de l’auteur se pique peu de rester moral ; puis Musarion (1768), sorte d’épopée didactique sur le rôle des grâces dans la vie et dans l’art, inspirée par la tendance générale de l’auteur à ramener les aspirations du platonisme à un sentiment plus conforme à la réalité ; die Grazien (les Grâces, 1770), formant la suite du poème précédent et où le sujet a parfaitement inspiré le poète ; der verklagte Amor (l’Amour accusé, 1774), réponse aux reproches adressés à la poésie érotique au nom de la morale ; Idris et Zénide (1777, en cinq chants, récit inachevé d’aventures réelles mêlées à la féerie des temps chevaleresques, faisant sortir du contraste de l’amour platonique et de l’amour sensuel un sentiment mixte qui concilie l’un et l’autre ; Neuer Amadis (le Nouvel Amadis, 1771), poème d’aventures en dix-huit chants, le plus vif, le plus gai, le plus spirituel et le moins moral de l’auteur ; Erzählungen und Märchen (Récits et contes, 1776-1778), la plupart légendaires ; Wintermärchen (Contes d’hiver, 1776) ; der Vogelsang (le Chant de l’oiseau, 1778), Gandalin (1776), Clélie et Sinibald (1778), etc.
Lulu ou la Flûte enchantée et Les Garçons judicieux, tirés du recueil de contes intitulé Dschinnistan, de Wieland et Johann August Liebeskind (1786-1789), ont inspiré Emanuel Schikaneder, pour son livret de La Flûte enchantée (Die Zauberflöte), opéra féerique, mi-chanté, mi-parlé, de Wolfgang Amadeus Mozart (Vienne, 1791).
Wieland s’est aussi fait une place distinguée dans le roman et les compositions philosophiques où le récit sert de prétexte à la fantaisie, aux idées justes, ou aux paradoxes. Sa langue est encore d’une grande souplesse dans ce genre, où se remarque tour à tour l’influence des écrivains français, des auteurs grecs, romains et orientaux. On mentionnera Araspe et Penthée écrit sous forme de dialogue ; Don Silvio de Rosalva, ou la victoire de la nature sur la folie (1761), imitation du Don Quichotte avec moins de naïveté dans la peinture satirique du monde romanesque ou romantique, à travers lequel l’auteur atteint les diverses illusions de la jeunesse et de l’enthousiasme ; Agathon (1766-1767), le plus important des ouvrages de cet ordre, où Wieland paraît s’être peint lui-même et où, dans le cadre de l’inspiration voltairienne, il a prodigué toutes les richesses de son érudition, de son imagination et de sa philosophie personnelle, apparition du génie grec, se souciant peu de se faire chrétien et restant à peine spiritualiste ; Nachlass des Diogens (la Succession de Diogène, 1770), apologie de la littérature fantaisiste, qui refuse d’astreindre la poésie à un idéal ascétique, au nom de la vertu ; Abderiten (les Abdéritains, 1774), peinture comique des querelles produites dans une petite ville par les intérêts et les intrigues du clergé et l’ignorance de l’aristocratie ; der Goldene Spiegel (le Miroir d’or, 1772), l’un de ses principaux romans écrits sous l’influence de la philosophie française, et servant de cadre au développement d’une utopie sociale, recommandée au gouvernement de l’empereur Joseph II ; Peregrinus Protée (1791), où la vie et la mort volontaire d’un charlatan servent de prétexte à un exposé critique de la vie d’Apollonius de Thyane, avec l’explication des miracles attribués à l’exaltation religieuse ; Göttergespräche (les Dialogues des Dieux, 1791), et Gespräche in Elysium (Dialogues de l’Élysée, 1792), où la discussion des grandes questions du jour se présente sous la forme d’imitations très-vives de Lucien, le modèle préféré de l’auteur ; Agathodaemon (1796), le pendant de Peregrinus, opposant à la contagion superstitieuse que la philanthropie cherche vainement à remplacer, la foi saine des premiers chrétiens ; Aristippe (1800), suite de lettres entre le disciple de Socrate et les principaux personnages de son temps sur la vie et la morale des Grecs et sur la vraie sagesse pratique ; Ménandre et Glycérion (1804) ; Cratès et Hypparchia (1805), également sous forme de lettres, et les derniers ouvrages écrits par Wieland.

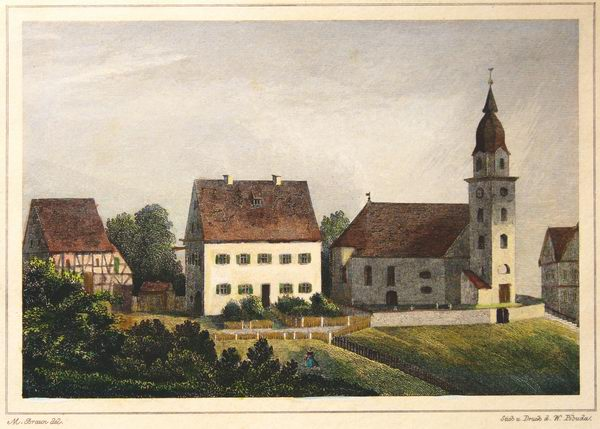
Maison natale de Wieland

Cet esprit si souple et si vif a eu peu de succès au théâtre. Il a donné un drame bourgeois, Clémentine de Porretta (1760) ; une tragédie historique, Jane Grey (1758), imitée de l’anglais d’Elisabeth Rowe ; des opéras, Alceste (1773) et Rosamonde (1778), dont le premier fut l’occasion de l’écrit de J.W.Goethe intitulé les Dieux, les Héros et Wieland ou il montre que Wieland a entièrement altéré le caractère de l’antiquité grecque.
Les traductions tiennent une assez grande place dans l’œuvre de Wieland ; on lui doit celles de Shakespeare (Zurich, 1762-1766, 2 vol.), des Épîtres d’Horace (Dessau, 1782, 2 parties), de ses Satires (Leipzig, 1786, 2 parties), des Œuvres de Lucien (Ibid., 1788-1789, 6 parties), des Lettres de Cicéron (Zurich, 1808-1809, 3 parties), Ausgewählte Briefe (recueil des Lettres choisies, 1751-1810), qui jettent un jour particulier sur le développement des idées littéraires et religieuses de Wieland.
Il faut également mentionner son Teutscher Merkur (Mercure allemand ; Weimar, 1773-1789), devenu plus tard le Neuer Teutscher Merkur (Nouveau Mercure allemand ; Weimar et Leipzig, 1788-1810), l’écrit périodique littéraire le plus important de l’Allemagne pendant quarante ans et auquel collaborèrent Goethe, Schiller et autres célèbres écrivains.
Les Œuvres complètes de Wieland, réunies par lui-même (Sämmtliche Werke ; Leipzig, 1794-1802, 36 vol. in-4°, in-8° et in-16 ; Suppléments, 1796, 6 vol.), ont été rééditées par J.-G. Gruber (Leipzig, 1818-28, 53 vol. ; Ibid., 1839-40, 36 vol.).

## Œuvres

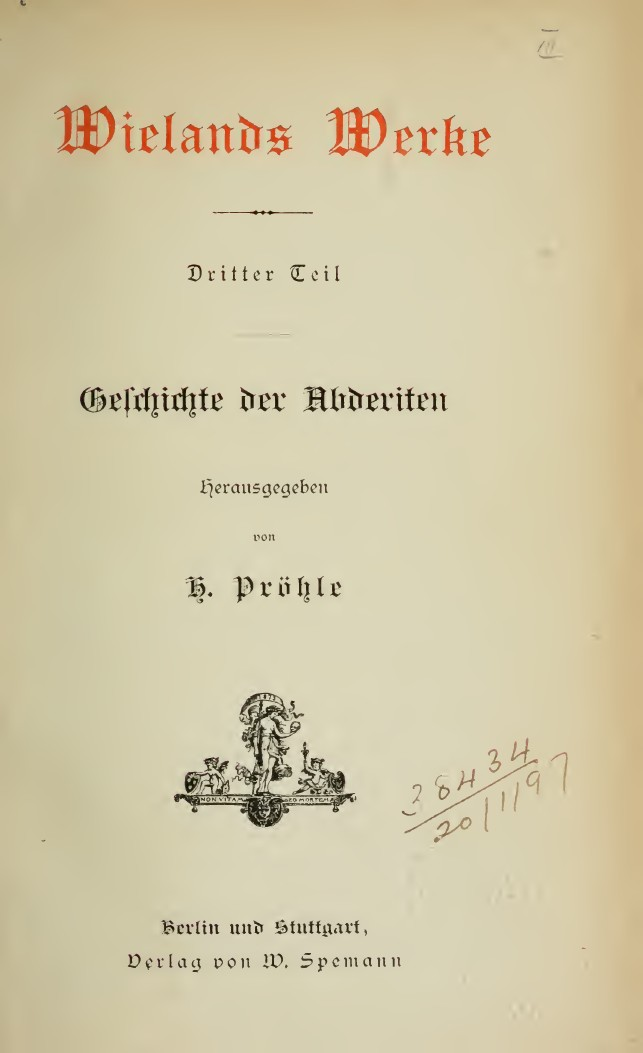
Geschichte der Abderiten (1887)

- Zwölf moralische Briefe in Versen, Heilbronn, 1752.
- Der Sieg der Natur über die Schwärmerei oder die Abenteuer des Don Sylvio von Rosalva, Ulm, 1764.
- Geschichte des Agathon, Frankfurt & Leipzig, Zurich, 1766-7  (Traduction : Histoire d'Agathon ou Tableau philosophique des mœurs de la Grèce - Tome 1 & Tome 2 Tome 2 sur Gallica
- Musarion, oder die Philosophie der Grazien, Leipzig, 1768
- Idris und Zenide, Leipzig, 1768.
- Nadine, Leipzig, 1769.
- Combabus, Leipzig, 1770.
- Die Grazien, Leipzig, 1770.
- Der neue Amadis, Leipzig, 1771.
- Der goldene Spiegel, oder die Könige von Scheschian, Leipzig, 1772.
- Die Geschichte der Abderiten, Leipzig, 1774
- Oberon, Weimar, 1780. Obéron, Paris, Allia, 2014, 208 p. (ISBN 9782844858504)
- Dschinnistan, 3 vols., Winterthur, 1786-1789
- Aristipp und einige seiner Zeitgenossen, 4 vols., Leipzig, Göschen, 1800-2
- Über den Zweck und den Geist der Freimauerei, 1809 (Discours prononcé pour son initiation à l'âge de 76 ans. Traduction : Sur le but et l'esprit de la Franc-maçonnerie)